# Villar de Liebres
Villar de Liebres (llamada oficialmente San Salvador de Vilar de Lebres) es una parroquia y un lugar del municipio español de Trasmiras, en la provincia de Orense, Galicia.

## Toponimia
La parroquia también es conocida por el nombre de San Salvador de Villar de Lebres.

## Historia
Hacia mediados del siglo XIX, la parroquia, ya por entonces perteneciente a Trasmiras, tenía contabilizada una población de cien habitantes. Aparece descrita en el decimosexto y último volumen del Diccionario geográfico-estadístico-histórico de España y sus posesiones de Ultramar de Pascual Madoz con las siguientes palabras:

VILLAR DE LIEBRES (San Salvador): felig. en la prov. y dióc. de Orense (7 leg.), part. jud. de Ginzo de Limia (2), ayunt. de Trasmiras: sit. en la Limia Alta, al S. de la cap. del part.; clima templado; vientos mas frecuentes E. y O. Tiene 25 casas en el l. de su nombre y en los de Silva-oscura, Serralleira y Vilarchao. La igl. parr. (San Salvador) es aneja de la de Sta. Eulalia de Chamusiños, con la cual confina al N.; por E. con Cualedro; al S. con Moimenta, y por O. con Nobas. El terreno es llano y de buena calidad. Nace en esta parr. un arroyo que va á desaguar en el de Faramontáos, que cruza por el O. prod.: centeno, maiz, trigo, patatas, legumbres, lino y hortalizas; se cria ganado vacuno, de cerda, caballar y lanar, y caza de perdices, liebres y conejos. pobl.: 25 vec., 100 alm. contr.: con su ayunt. (V.).
(Madoz, 1850, p. 239)

## Organización territorial
La parroquia está formada por cuatro entidades de población, constando tres de ellas en el nomenclátor del Instituto Nacional de Estadística español:
- Serralleira (A Serralleira)
- Silvaoscura (Silvaescura)
- Villar de Lebres (Vilar de Lebres)
- Vilarchao

## Demografía

### Parroquia
| Gráfica de evolución demográfica de Villar de Liebres (parroquia) entre 2000 y 2023 |
|                                                                                     |
| Datos según el nomenclátor publicado por el INE.                                    |

### Lugar
| Gráfica de evolución demográfica de Villar de Lebres (lugar) entre 2000 y 2023 |
|                                                                                |
| Datos según el nomenclátor publicado por el INE.                               |